# زمین‌لرزه تیر ۱۳۹۷ تازه‌آباد کرمانشاه
زمین‌لرزه تیر ۱۳۹۷ تازه‌آباد کرمانشاه با شدت ۵٫۹ ریشتر در ساعت ۱۴:۳۷:۳۵ تازه‌آباد استان کرمانشاه را لرزاند. کانون این زمین‌لرزه در طول جغرافیایی ۳۴٫۶۵ و عرض جغرافیایی ۴۶٫۲۵ زمین بود.

## کانون زمین‌لرزه و مشخصات
- تاریخ (به وقت محلی): یکشنبه ۳۱ تیر ۱۳۹۷
- ساعت (به وقت محلی): ساعت ۱۴:۳۷:۳۵
- شدت: ۵٫۹ ریشتر
- طول جغرافیایی: ۳۴٫۶۵
- عرض جغرافیایی: ۴۶٫۲۵
- عمق زمین‌لرزه: ۸ کیلومتری زمین
- کانون زمین لرزه: ۱۸ کیلومتری تازه‌آباد و ۳۳ کیلومتری گهواره (دالاهو)[۳]